# Lech Łobocki
Lech Łobocki – polski inżynier, profesor nauk inżynieryjno-technicznych. Specjalizuje się w meteorologii technicznej oraz inżynierii środowiska. Profesor na Wydziale Instalacji Budowlanych, Hydrotechniki i Inżynierii Środowiska Politechniki Warszawskiej.

## Życiorys
Doktoryzował się w 1990 na podstawie pracy pt. Opis struktury przyziemnej warstwy atmosfery dla potrzeb inżynierii środowiska (promotorem pracy był prof. Janusz Borkowski). Habilitował się w 2007 na podstawie oceny dorobku naukowego i rozprawy Integralne metody wyznaczania strumieni turbulencyjnych przy użyciu uproszczonych modeli turbulencji z zamknięciem wyższego rzędu.  4 stycznia 2021 otrzymał tytuł naukowy profesora nauk inżynieryjno-technicznych.
Pracuje jako profesor nadzwyczajny w Katedrze Ochrony i Kształtowania Środowiska Wydziału Instalacji Budowlanych, Hydrotechniki i Inżynierii Środowiska Politechniki Warszawskiej. Prowadzi zajęcia m.in. z fizyki środowiska, systemów ochrony atmosfery i meteorologii technicznej, ochrony przed hałasem oraz prognoz i technik w ochronie środowiska.
Jest członkiem European Geosciences Union (od 2014). W 2021 został powołany na członka Państwowej Rady Ochrony Środowiska.
Artykuły publikował m.in. w takich czasopismach jak: Journal of Applied Meteorology oraz Boundary-Layer Meteorology.